# Мемориальный дом-музей Мажита Гафури
Мемориальный дом-музей Мажита Гафури — музей писателя, народного поэта Башкортостана Мажита Гафури (1880—1934) в городе Уфе.

## История и описание
Мемориальный дом-музей Мажита Гафури является одним из первых литературных музеев в Республике Башкортостан. Музей был открыт в январе 1948 г. В этом доме Мажит Гафури прожил с 1923 по 1934 год. Здание музея является памятником архитектуры XIX века. Всего в музее шесть залов. В гостиной, спальне и рабочем кабинете — восстановлена обстановка квартиры поэта.
Основная экспозиция рассказывает о жизни и творчестве народного поэта Башкирии Мажита Гафури. Примечательно, что в доме сохранены не только рукописи и документы, принадлежавшие литературному деятелю, а также обстановка, детали интерьера дома начала XX века. Это один из первых литературных музеев России, организованных после Октябрьской революции. В фондах музея хранятся мемориальные вещи, рукописи, принадлежавшие Мажиту Гафури.
Три из шести залов музея (его основали в 1948 году, спустя 14 лет после смерти Гафури) в точности воссоздает интерьер комнат, в которых жил Габдельмажит Нурганиевич со своей семьей с 1923 по 1934 год. Остальные три содержат экспозицию о жизни и творчестве поэта во всех её подробностях.
Мемориальный дом-музей Мажита Гафури — филиал ГБУКИ Национальный литературный музей Республики Башкортостан.

## Галерея

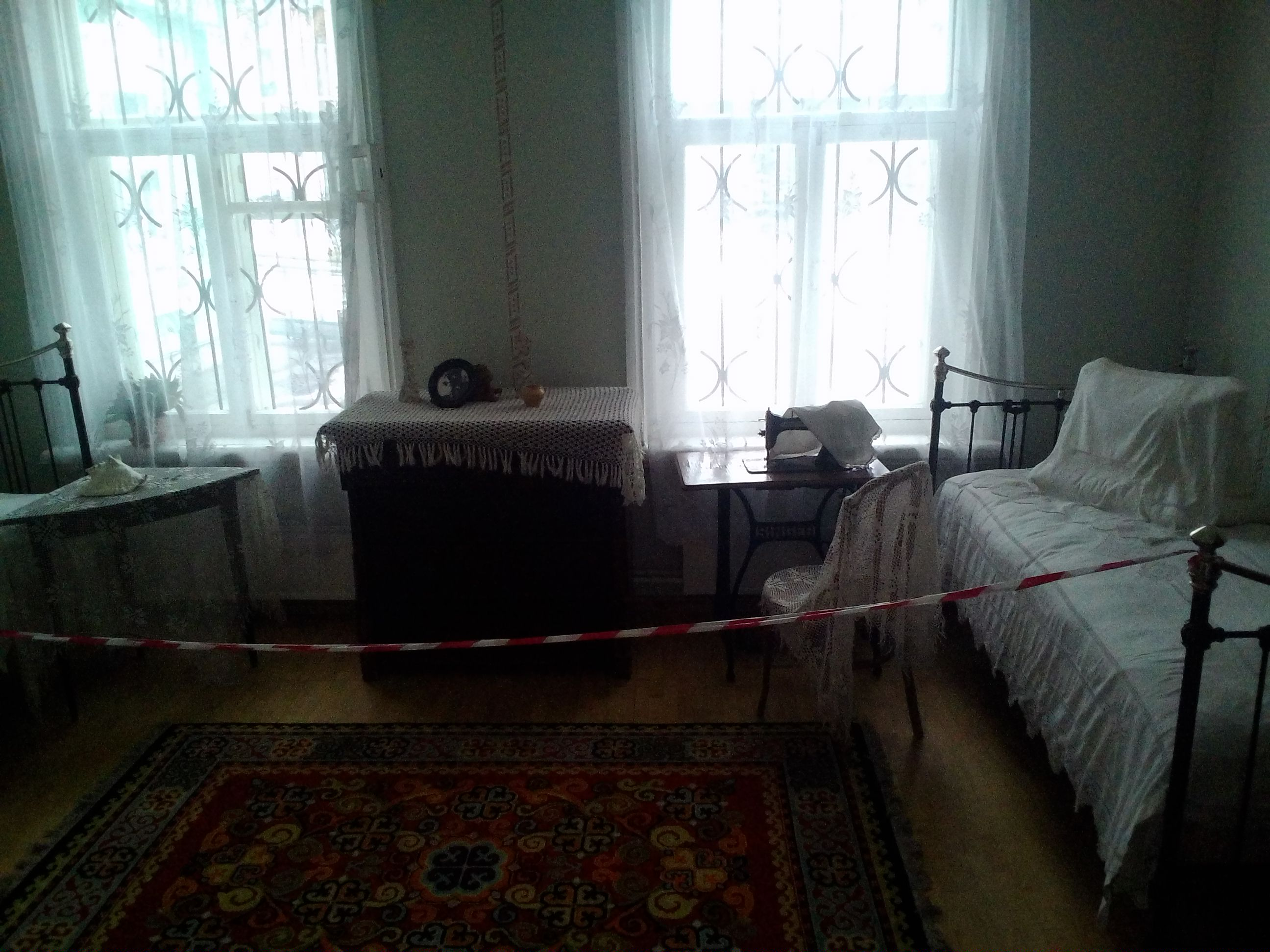
В музее М. Гафури
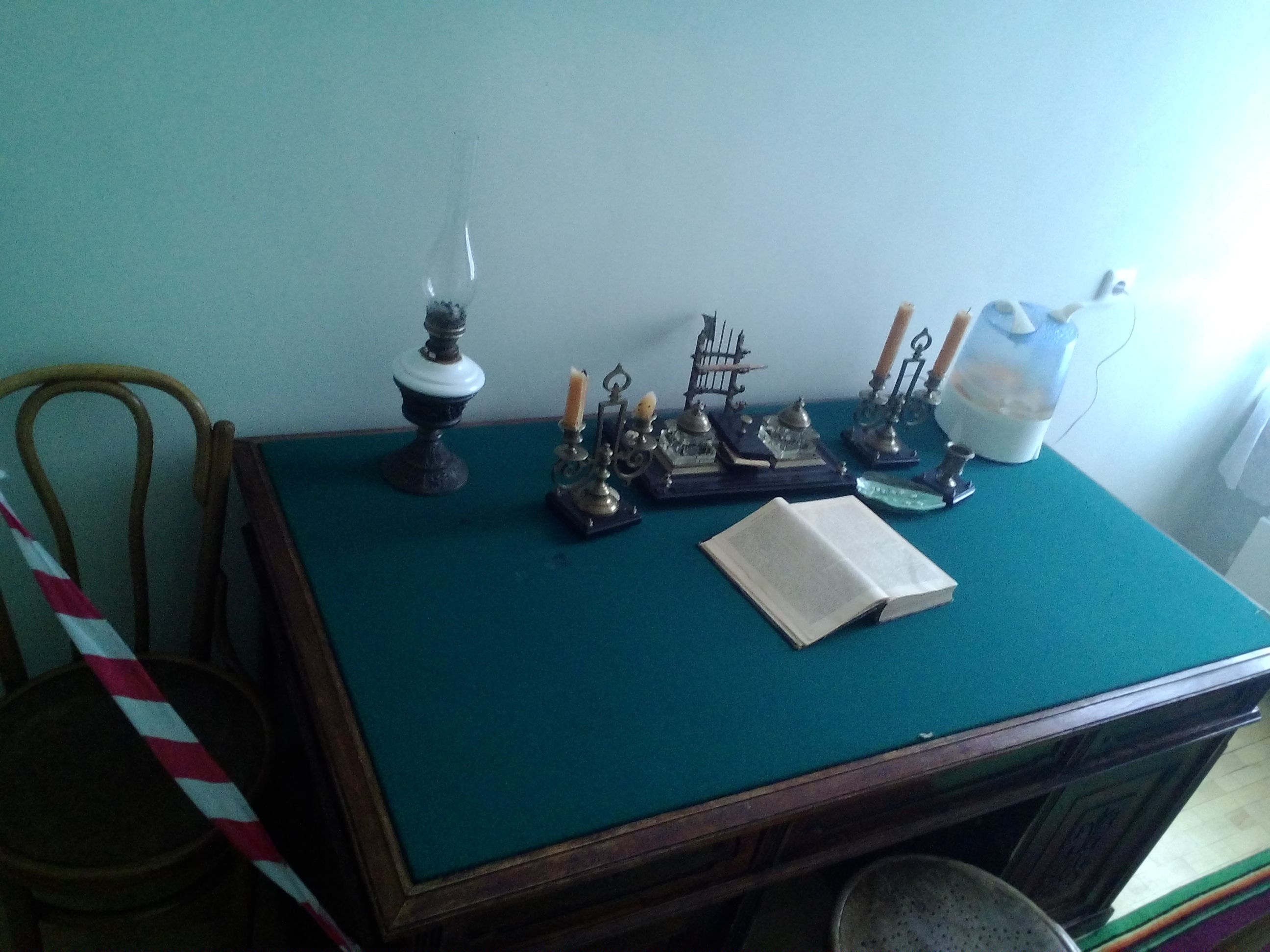
Рабочий стол М. Гафури
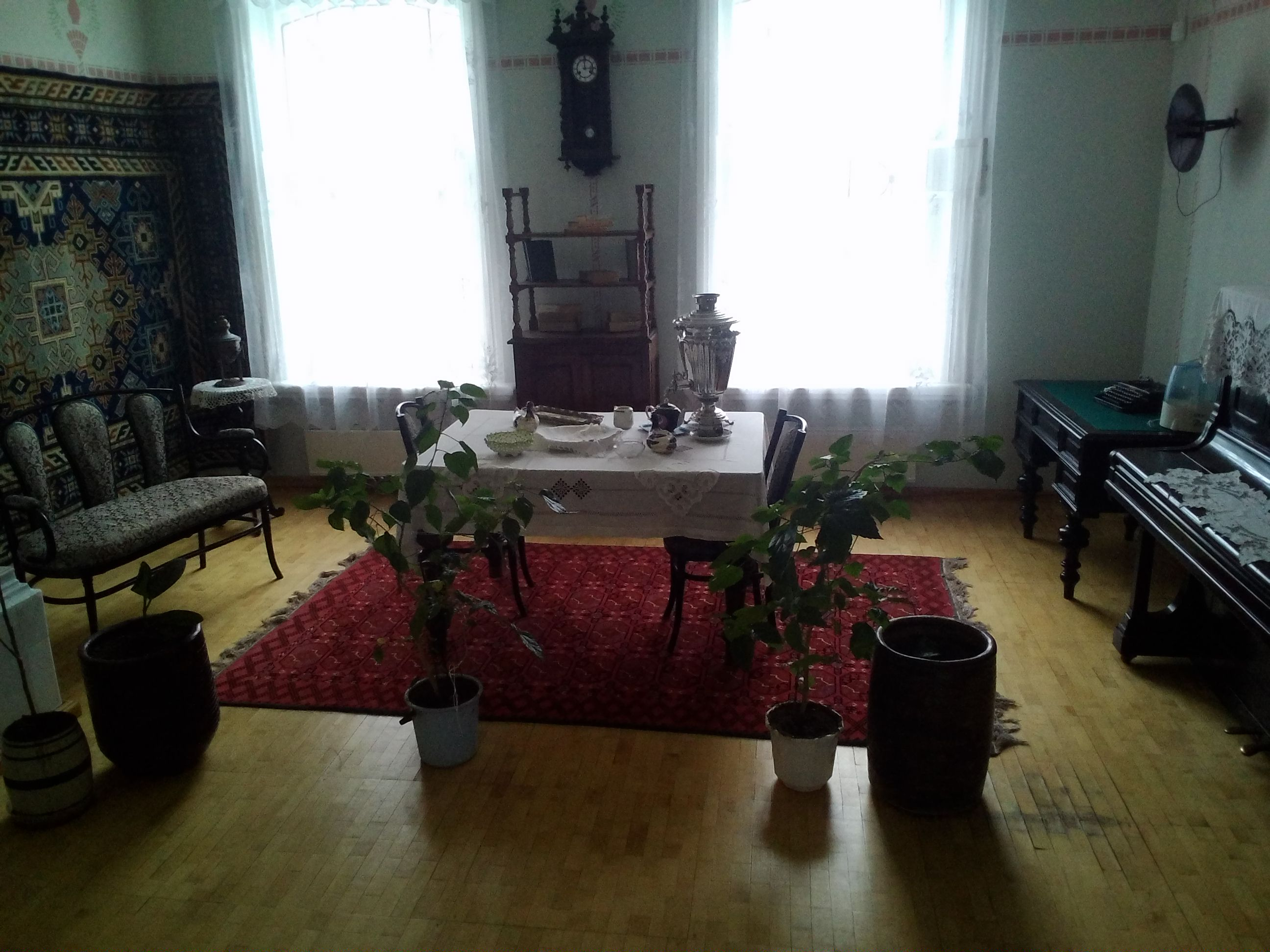
Зал
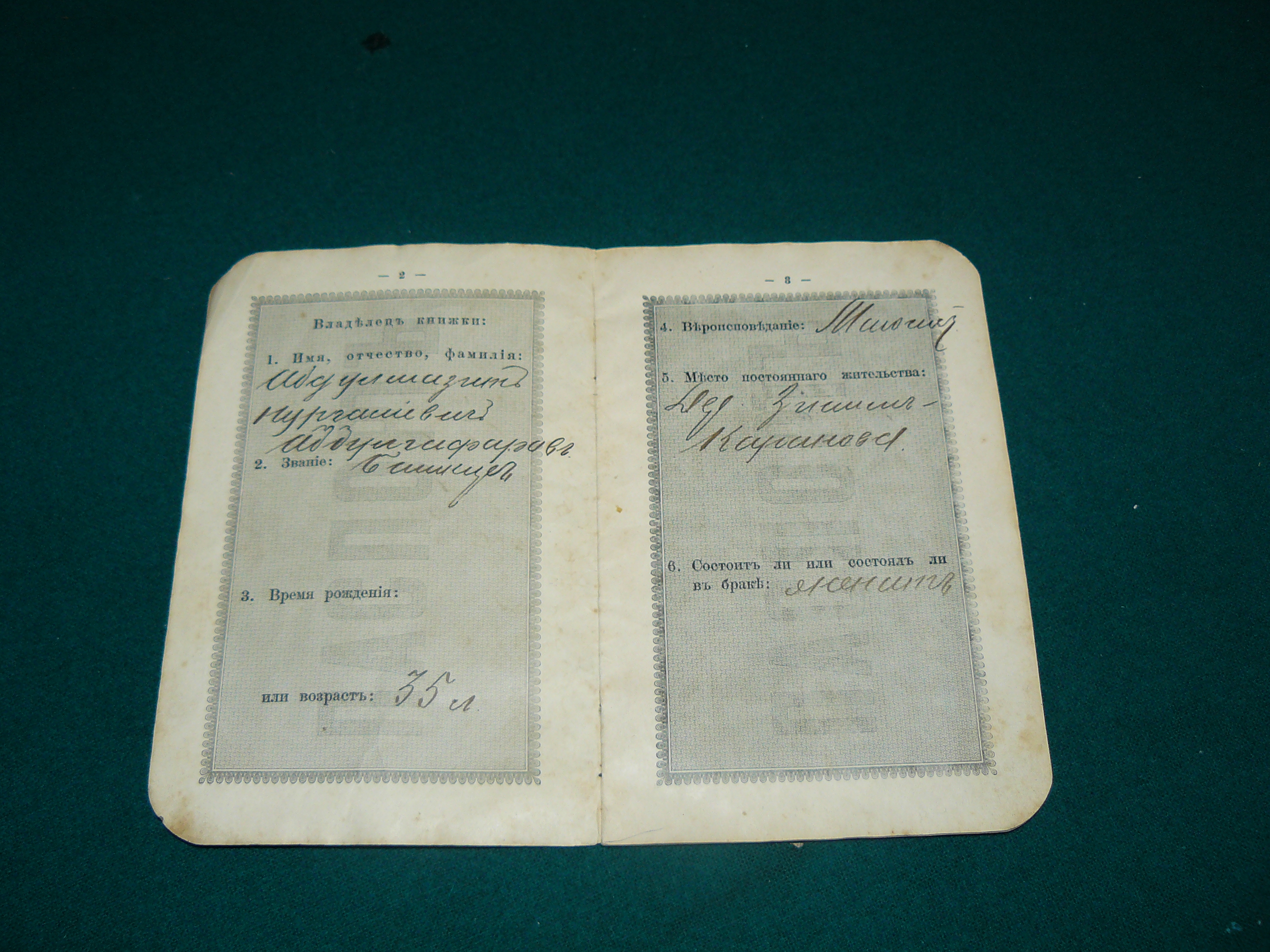
Паспорт Мажита Гафури.